# Chien courant suisse
Pour la race de petite taille, voir Petit chien courant suisse.
Le chien courant suisse est une race de chiens originaire de Suisse. C'est un chien courant de taille moyenne, caractérisé par ses longues oreilles étroites et tire-bouchonnées, son museau long, son allure endurante. La race admet quatre variétés, qui correspondent à quatre variétés de couleurs de la robe : le courant bernois (ou bernois), le bruno du Jura, le courant lucernois (ou lucernois) et le courant schwytzois (ou schwytzois). Il s'agit d'un chien de chasse employé comme chien courant.
Une variété de plus petite taille existe et est enregistrée par la FCI comme une race différente : le petit chien courant suisse.

## Historique

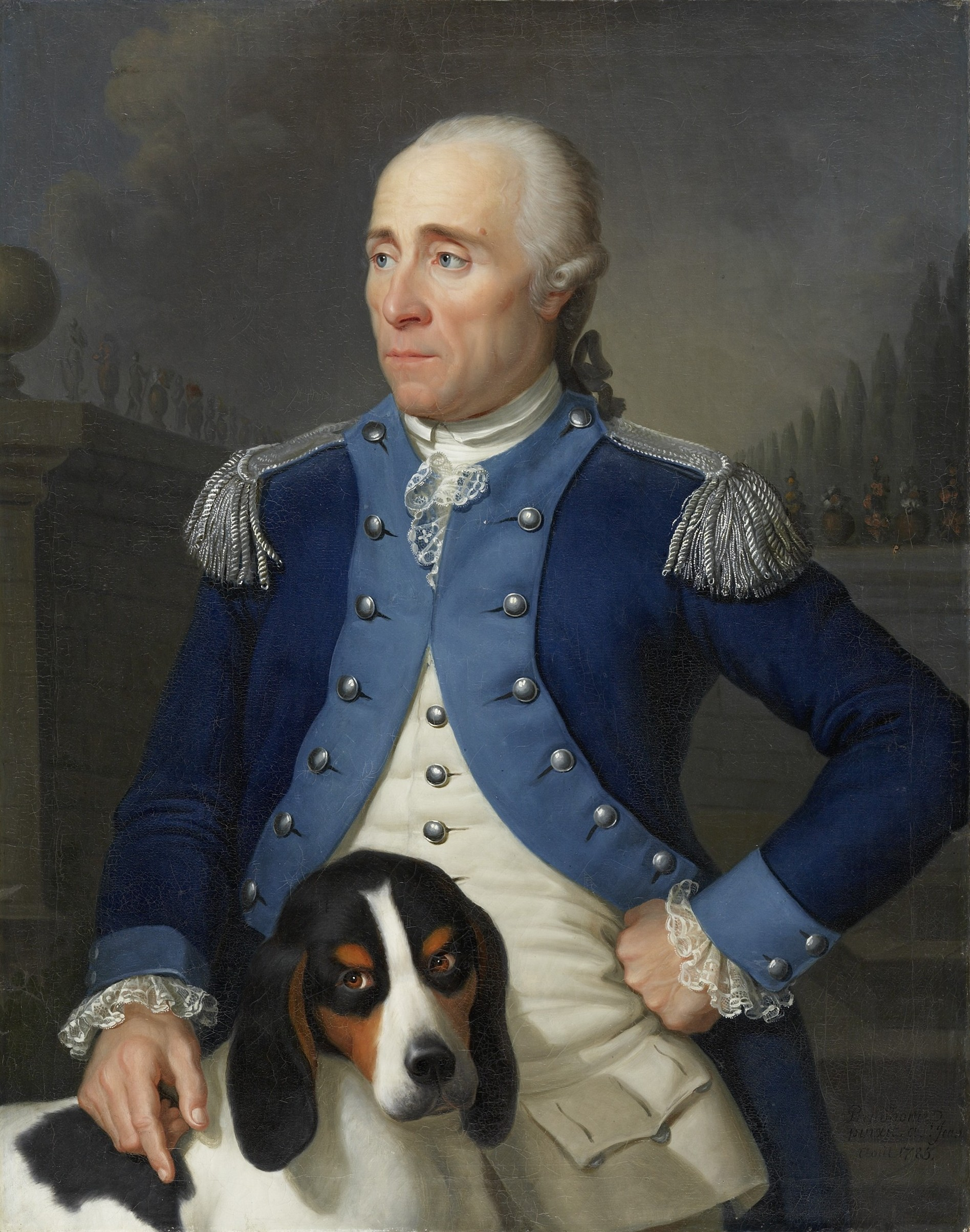
Franz Rudolf Frisching et son chien courant bernois.

Le chien courant suisse serait issu des chiens qui chassaient dans la vallée du Nil du temps de l'Égypte antique et implantés en Europe par les marchands phéniciens. Les légions romaines auraient par la suite permis sa propagation dans la vallée du Rhône et dans les Alpes suisses, en tout cas, des chiens de conformation similaires sont représentés sur une mosaïque romaine à Avenches. Au XVe siècle, le chien courant suisse était plus connu que le chien courant italien, même sur le territoire italien. Au XVIIIe siècle, les Français appréciaient ses qualités pour la chasse au lièvre.
En 1882, le premier standard de la race est rédigé ; il admet alors une variété supplémentaire au standard actuel : le chien courant de Thurgovie, dont la disparition est officialisée en 1909. Le 22 janvier 1933, un standard unique est établi et il n'admet plus que quatre variétés : le bruno du Jura, le schwytzois, le bernois et le lucernois. En France, la variété la plus connue est le bruno du Jura.

## Standard

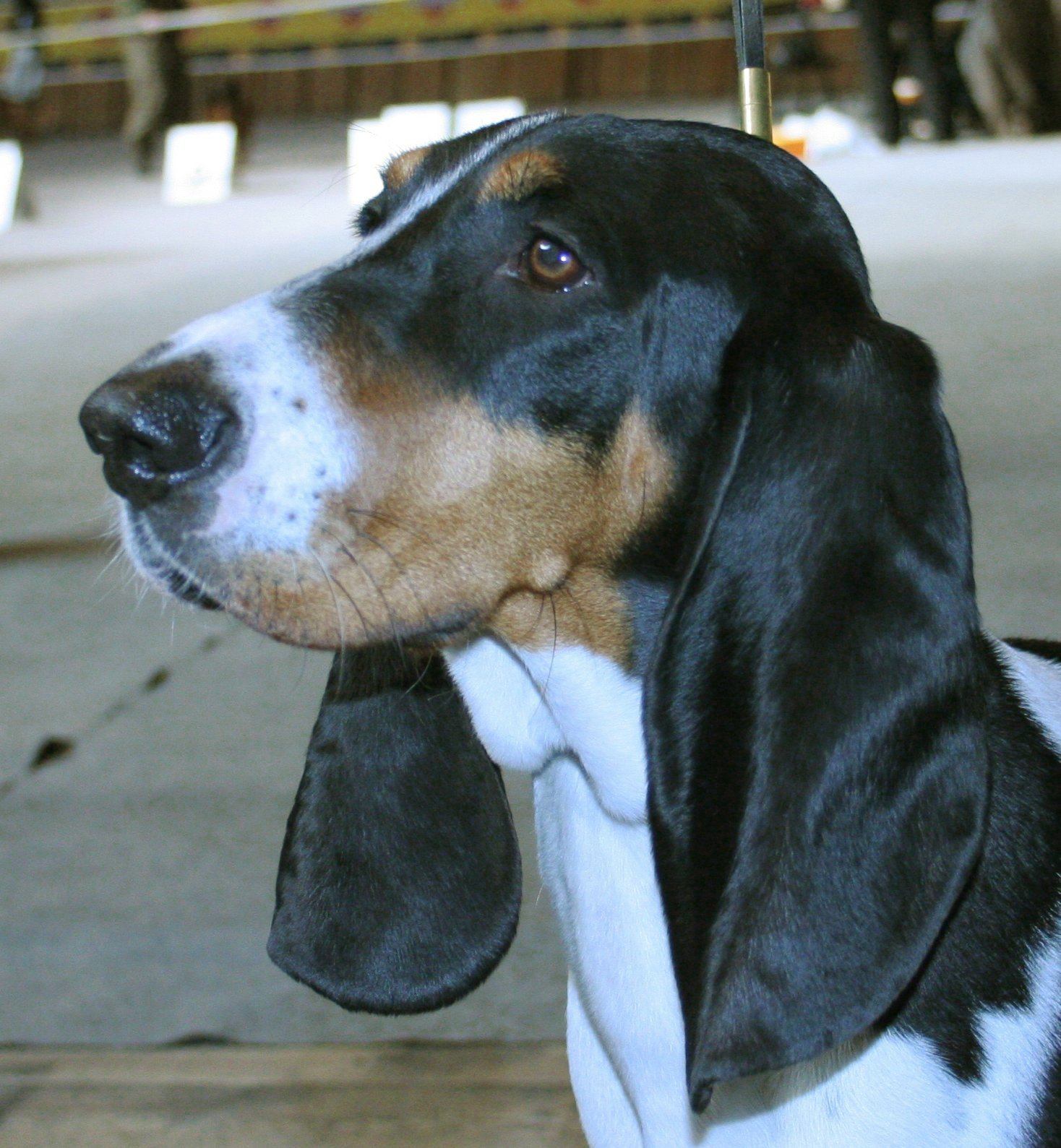
Portrait d'un chien courant bernois.

Le chien courant suisse est un chien courant de taille moyenne. L’aplomb de ses membres antérieurs et son arrière-main puissante et musclée lui confèrent une grande endurance. Attachée dans le prolongement de la croupe, la queue de longueur moyenne et effilée à son extrémité forme une légère courbe vers le haut. Elle est pendante au repos ou à des allures lentes et plus haut que la ligne du dos en action. 
La tête fine et sèche est caractérisée par un long museau, une protubérance occipitale apparente et des lignes du crâne et du chanfrein divergentes. Le stop est marqué sans exagération. Les yeux de taille moyenne, sont de forme légèrement ovale et de couleur brun en accord avec les nuances de la robe. Attachées au-dessous de la ligne de l’œil et en arrière du crâne, les longues et étroites oreilles tombent plissées et tire-bouchonnées. Leur attache est toujours plus étroite que la largeur maximale et sont arrondies à leur extrémité.
Le poil est court, lisse et fourni. Il est très fin à la tête et aux oreilles. La couleur de la robe détermine la variété de chien courant suisse. Il existe quatre couleurs :
- Pour le courant bernois, la robe est blanche avec des taches ou une selle noires, parfois légèrement mouchetées. Du fauve clair à foncé marque le dessus des yeux, les joues, la face interne des oreilles et le pourtour de l'anus.
- Pour le bruno du Jura, la robe est fauve à manteau noir ou noire marquée de fauve au-dessus des yeux, aux joues, autour de l'anus et aux membres. Le fauve peut être charbonné. Une petite tache blanche au poitrail est admise, elle peut être discrètement mouchetée de noir ou de gris.
- Pour le courant lucernois, la couleur de base est bleue, c'est-à-dire très fortement mouchetée de noir. Le noir s'étend en taches ou forme une selle ou un manteau. Du fauve clair à foncé marque le dessus des yeux, les joues, le poitrail, le contour de l'anus et les membres.
- Pour le courant schwytzois, la robe est blanche avec des taches, une selle ou un manteau fauve orangé. Les truitures sont admises.

Les quatre variétés de chiens courants suisses
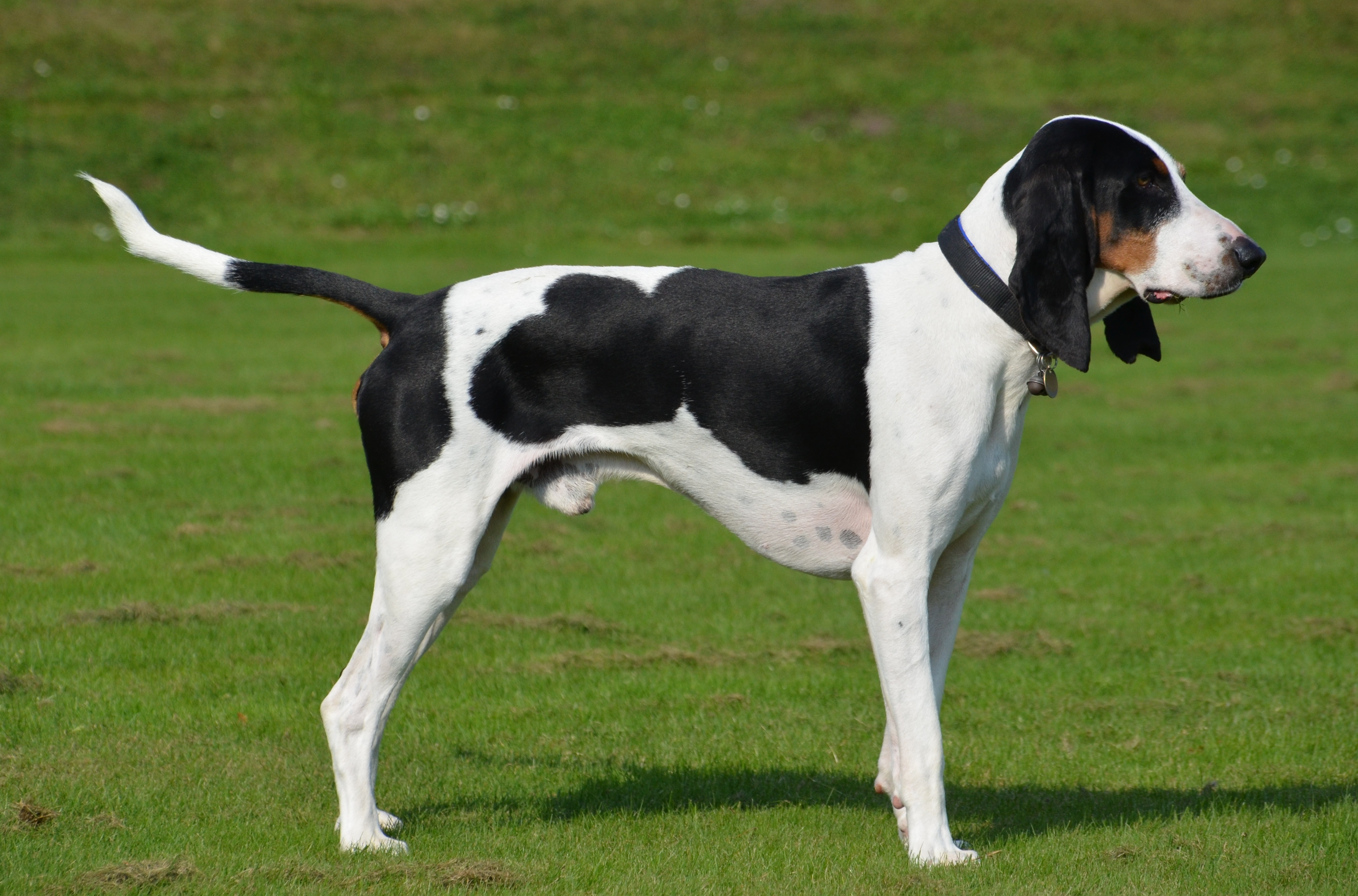
Chien courant bernois.
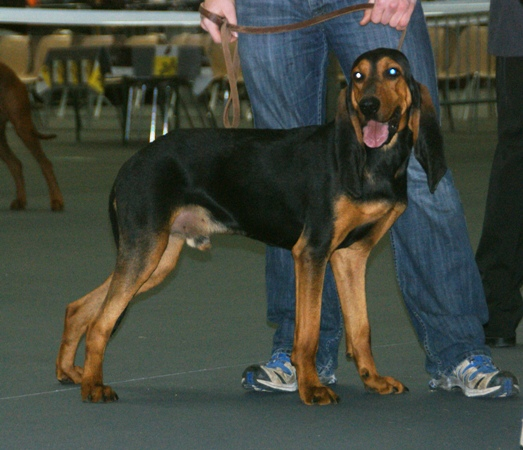
Bruno du Jura.
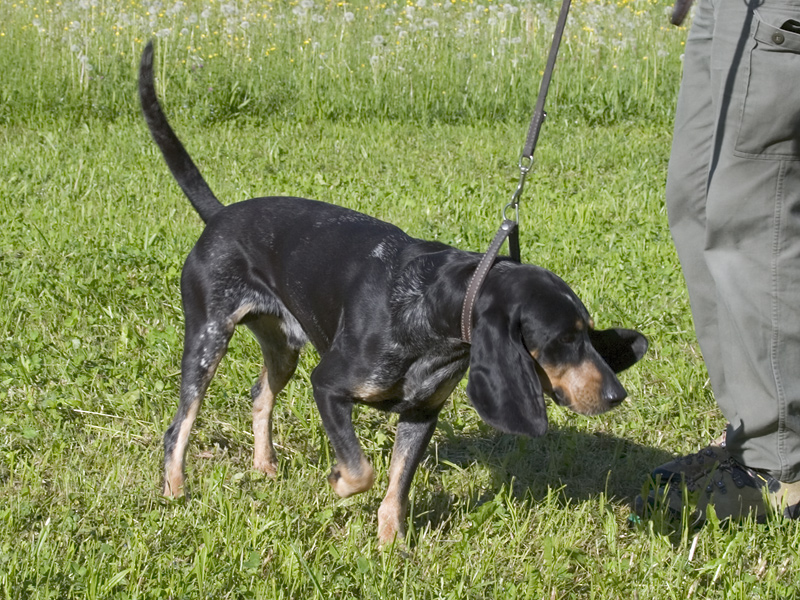
Chien courant lucernois.
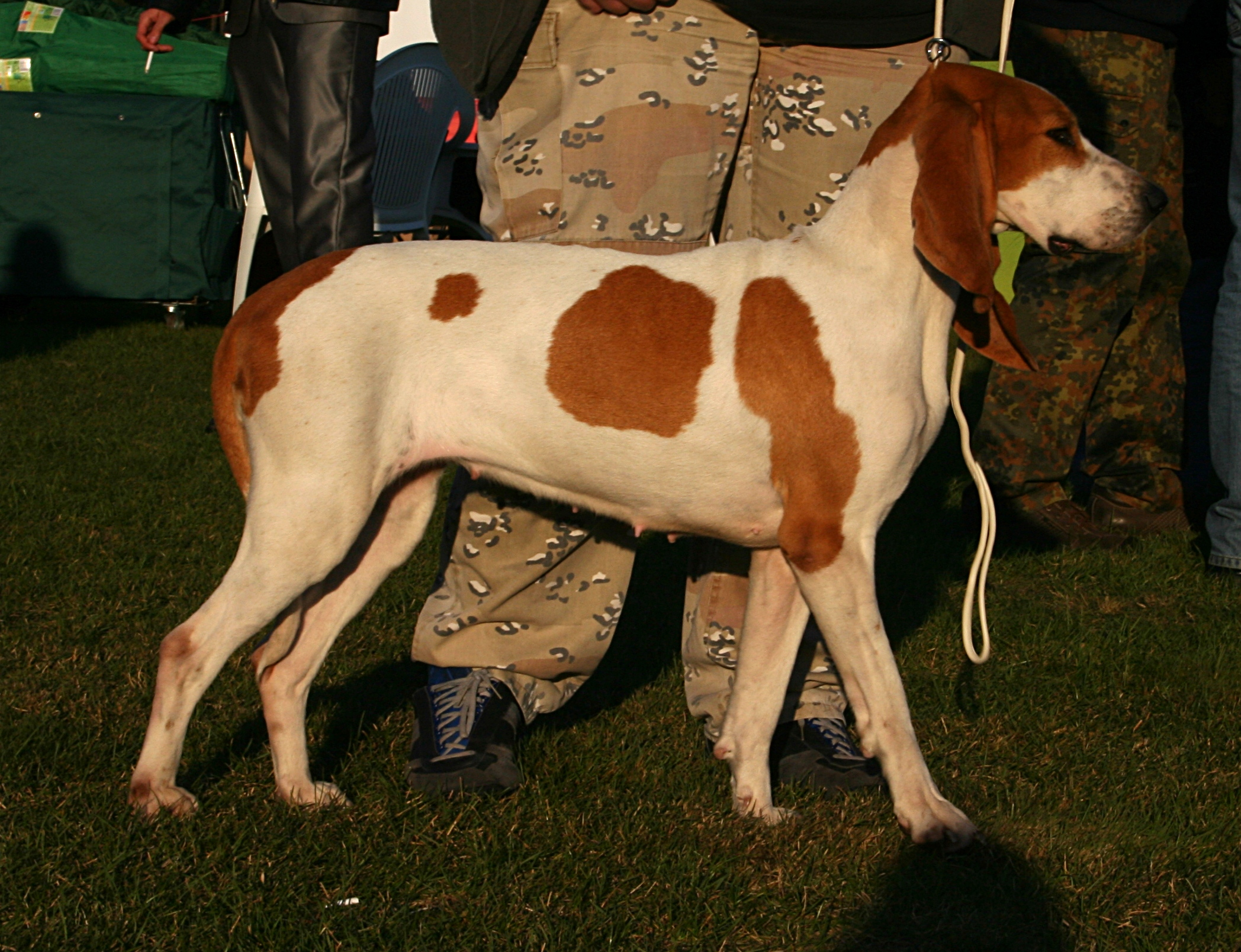
Chien courant schwytzois.

## Caractère
Le chien courant suisse est décrit par le standard FCI comme vif et passionné de chasse, doux, docile et très attaché à son maître. Le chiot est calme et confiant ce qui facilite son éducation. L'initiation à la chasse doit être faite jeune. Très dynamique, le chien courant suisse a besoin de se dépenser physiquement. La race n'est pas très expansive.

## Races similaires
Une variété de plus petite taille existe et est enregistrée par la FCI comme une race différente : le petit chien courant suisse. Le bruno Saint-Hubert français est une race de chien proche du chien courant suisse est reconnu uniquement par la Société centrale canine.

## Utilité

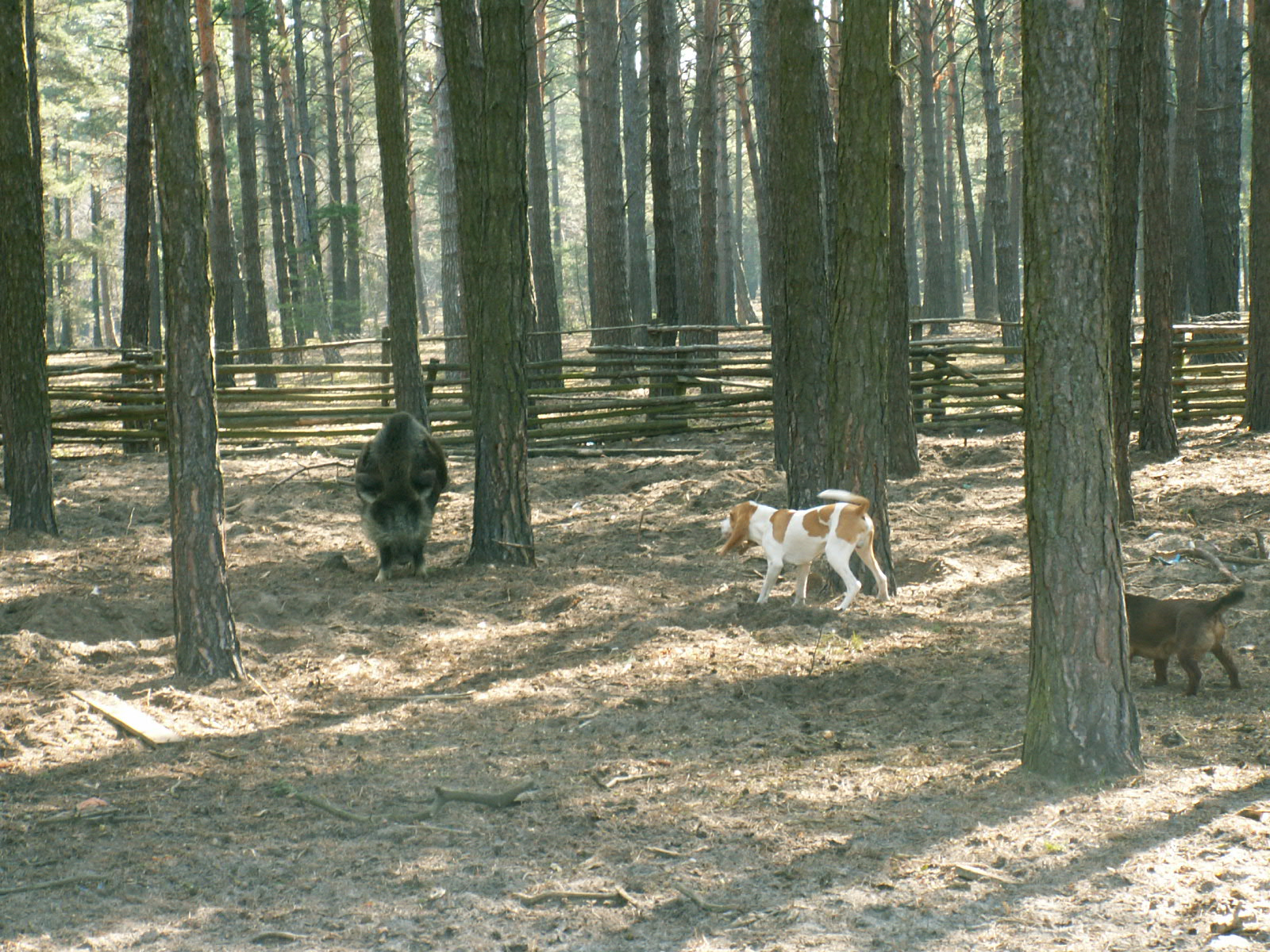
Un chien courant suisse (variété schwytzoise) face à un sanglier.

Le chien courant suisse est un chien de chasse utilisé comme chien courant, notamment pour la chasse au lièvre. C'est une race polyvalente qui s'adapte à tous les terrains. Elle est dotée d'un excellent flair, d'un tempérament tenace et d'une voix puissante.
Il s'adapte à la vie en ville à condition de disposer de suffisamment d'activité physique. Toutefois, c'est avant tout un chien de chasse, et il peut s'ennuyer en tant que chien de compagnie.